# Gymnothorax monochrous
Gymnothorax monochrous es una especie de pez de la familia de los morénidas en el orden de los Anguilliformes.

## Morfología
Los machos pueden llegar a alcanzar los 80 cm de longitud total.

## Distribución geográfica
Se encuentra desde el África Oriental hasta las Islas Marshall e Islas Ryukyu.